# Will Hicok Low
Will Hicok Low (Albany, Nueva York, 31 de mayo de 1853 - 27 de noviembre de 1933) o Will Hicock Low fue un pintor, muralista y crítico de arte estadounidense.

## Biografía
En 1873 entró en el taller de JL Germe en la École des Beaux Arts en París, posteriormente, ingresó en las clases de Carolus-Duran, con quien permaneció hasta 1877. Al regresar a Nueva York, se convirtió en miembro de la Society of American Artists en 1878 y de la Academia Nacional de Diseño en 1890. Sus cuadros con escenas de Nueva Inglaterra , y las ilustraciones de John Keats, le dieron fama.
Posteriormente, volvió su atención a la decoración,  ejecutando paneles y medallones para el Hotel Waldorf-Astoria en Nueva York, una terna para la Corte del Condado de Essex House en Newark, Nueva Jersey, así como numerosos paneles para las residencias privadas y las vidrieras de varias iglesias, incluyendo la Iglesia Metodista Episcopal de St. Paul, Newark.
Además, fue instructor en las escuelas de Cooper Union, Nueva York, durante 1882 a 1885, y en la escuela de la Academia Nacional de Diseño de 1889 a 1892. Low, es más conocido por ser amigo de RL Stevenson, publicando algunos recuerdos en una crónica de amistades, 1873-1900 (1908).
En 1909 ilustró el libro "En Arcadia" de Hamilton Wright Mabie. El estilo fue influenciado por el movimiento Art Nouveau.
En 1909 se casó con Mary Fairchild , la exesposa del escultor Frederick William MacMonnies.
Un mural suyo se encuentra en el Palacio de Justicia de EE. UU. M. Howard Metzenbaum .

## Obras
Entre las obras de Will Hicok Low se encuentran:
- cuadros con escenas de Nueva Inglaterra

- El interludio, jardín de MacMonnies  hacia. 1900, óleo sobre lienzo Colección de la Museo de Arte de la Universidad de Virginia

- ilustraciones de John Keats
- paneles y medallones para el Hotel Waldorf-Astoria en Nueva York
- terna de paneles para la Corte del Condado de Essex House en Newark, Nueva Jersey,
- numerosos paneles para las residencias privadas
- vidrieras de varias iglesias, incluyendo la Iglesia Metodista Episcopal de St. Paul, Newark.

- 1909 ilustraciones del libro "En Arcadia" de Hamilton Wright Mabie. (influencia Art Nouveau).

- "City of Cleveland Welcomes the Arts" mural en el Palacio de Justicia de EE.UU. M. Howard Metzenbaum.[1]